# Dimeragrion secundum
Dimeragrion secundum är en trollsländeart som beskrevs av James George Needham 1933. Dimeragrion secundum ingår i släktet Dimeragrion och familjen Megapodagrionidae. Inga underarter finns listade i Catalogue of Life.